# Municipio de Šmarje pri Jelšah
Šmarje pri Jelšah es un municipio de Eslovenia, situado en el este del país. Su capital es Šmarje pri Jelšah.
En 2016 tenía 10 259 habitantes.
Se ubica en la región estadística de Savinia y región histórica de Baja Estiria. El municipio se formó en 1994.

## Localidades
El municipio comprende, además de Šmarje pri Jelšah, las localidades de:
- Babna Brda
- Babna Gora
- Babna Reka
- Beli Potok pri Lembergu
- Belo
- Bezgovica
- Bobovo pri Šmarju
- Bodrež
- Bodrišna Vas
- Brecljevo
- Brezje pri Lekmarju
- Bukovje v Babni Gori
- Cerovec pri Šmarju
- Dol pri Pristavi
- Dol pri Šmarju
- Dragomilo
- Dvor
- Gaj
- Globoko pri Šmarju
- Gornja Vas
- Grliče
- Grobelce
- Grobelno
- Hajnsko
- Jazbina
- Jerovska Vas
- Ješovec pri Šmarju
- Kamenik
- Konuško
- Koretno
- Korpule
- Kristan Vrh
- Krtince
- Laše
- Lekmarje
- Lemberg pri Šmarju
- Lipovec
- Mala Pristava
- Mestinje
- Močle
- Nova Vas pri Šmarju
- Orehovec
- Pečica
- Pijovci
- Platinovec
- Polžanska Gorca
- Polžanska Vas
- Predel
- Predenca
- Preloge pri Šmarju
- Pustike
- Rakovec
- Senovica
- Šentvid pri Grobelnem
- Šerovo
- Škofija
- Sladka Gora
- Sotensko pri Šmarju
- Spodnja Ponkvica
- Spodnje Mestinje
- Spodnje Selce
- Spodnje Tinsko
- Stranje
- Strtenica
- Sveti Štefan
- Topolovec
- Vinski Vrh pri Šmarju
- Vodenovo
- Vrh
- Vršna Vas
- Zadrže
- Zastranje
- Završe pri Grobelnem
- Zgornje Tinsko
- Zibika
- Zibiška Vas